# 特拉凱猶太會堂

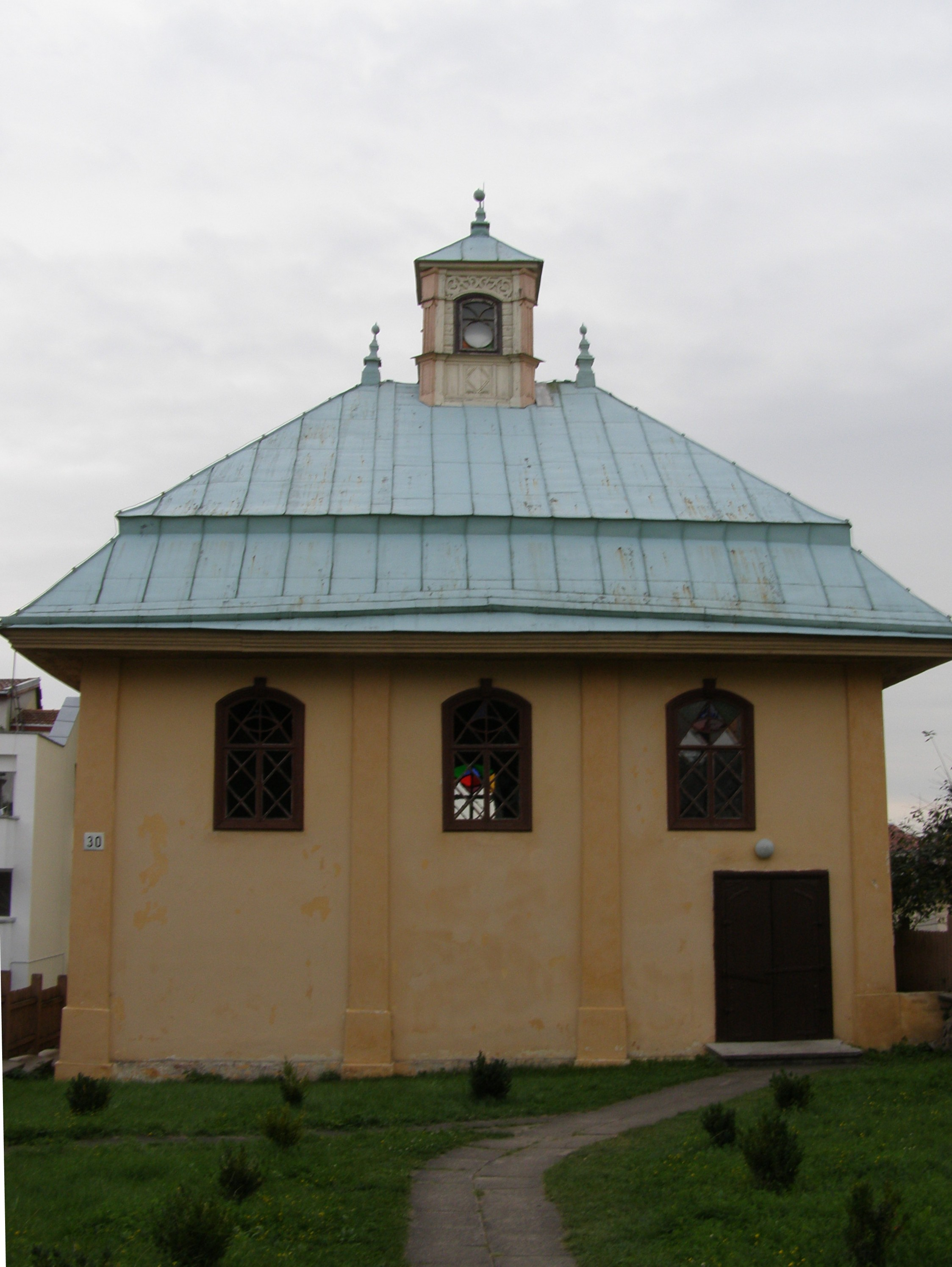

特拉凱猶太會堂（Trakai Kenesa）是立陶宛城市特拉凱的一座猶太會堂，修建於18世紀，在1890年代得到修復。這座猶太會堂現在仍在使用。